# Ginetta F400
Ginetta F400 — спорткар, выпускавшийся в разные периоды с 2005 по 2011 год британской компанией Ginetta Cars.

## Farbio GTS/Farboud GTS

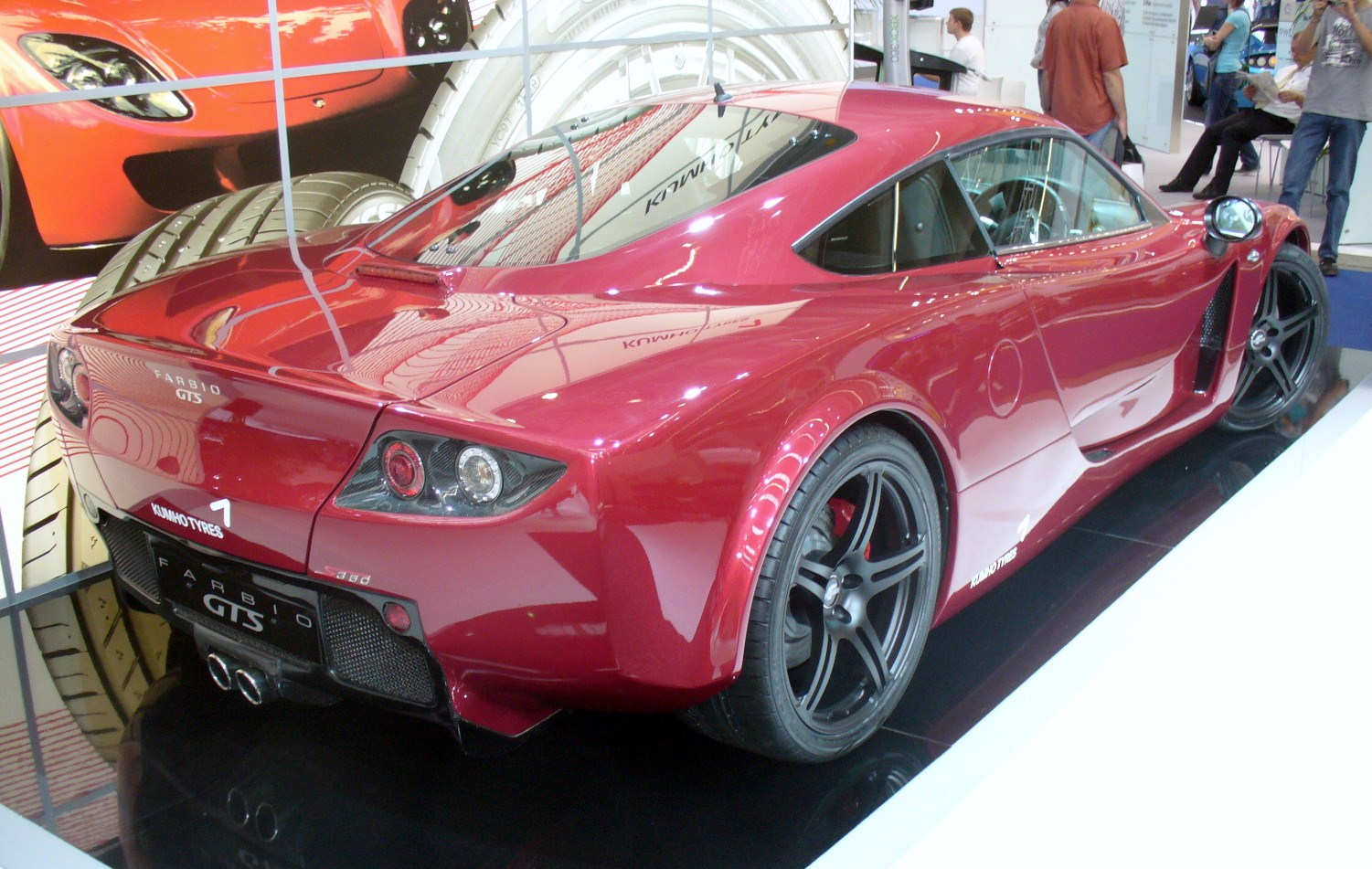
Farbio GTS350 Kumho Heck

Farbio GTS был разработан в 2002 году компанией Arash Motor Company под названием Farboud GTS. Он оснащён двигателем Audi V6 с двойным турбонаддувом мощностью 440 л. с. Впервые GTS был представлен в 2004 году на Британском международном автосалоне.
В 2007 году компания Arash продала права на автомобиль компании Farbio Sports Cars, и в итоге автомобиль получил название Farbio GTS. Продажи начались в 2008 году.
Всего выпускалось три версии: GTS 260, 350 и 400. Как GTS 350, так и 400 оснащались 3,0-литровым двигателем Ford V6 с наддувом, созданным на основе Ford V6 Mustang. Двигатель GTS 400 развивал мощность 286 кВт (384 л. с.), обеспечивая время разгона до 97 км/ч за 3,9 сек. при максимальной скорости более 282 км/ч. Базовая модель GTS 260 с двигателем мощностью 195 кВт (262 л. с.) разгоняется до 97 км/ч за 4,8 сек.

## F400
В 2010 году, когда компания Ginetta приобрела права на автомобиль, мало что изменилось по сравнению с оригинальным Farbio GTS, за исключением добавления нового нагнетателя к двигателю Ford V6. Двигатель развивал мощность 306 кВт (410 л. с.) и сочетался в паре с шестиступенчатой механической трансмиссией. До 97 км/ч автомобиль разгоняется за 3,7 сек., а заявленная максимальная скорость составляет 298 км/ч. Цена составляла 95000 фунтов стерлингов.